# Berestovitjanka
Berestovitjanka (ryska: Берестовичанка) är ett vattendrag i Belarus.   Det ligger i voblasten Hrodna voblast, i den västra delen av landet, 260 kilometer väster om huvudstaden Minsk.
Omgivningarna runt Berestovitjanka är en mosaik av jordbruksmark och naturlig växtlighet. Runt Berestovitjanka är det ganska glesbefolkat, med 29 invånare per kvadratkilometer.